# Kościół Świętej Rodziny w Żelaznej Górze
Kościół Świętej Rodziny w Żelaznej Górze – katolicki kościół parafialny zlokalizowany we wsi Żelazna Góra w dekanacie Braniewo archidiecezji warmińskiej (powiat braniewski, województwo warmińsko-mazurskie).

## Historia i architektura

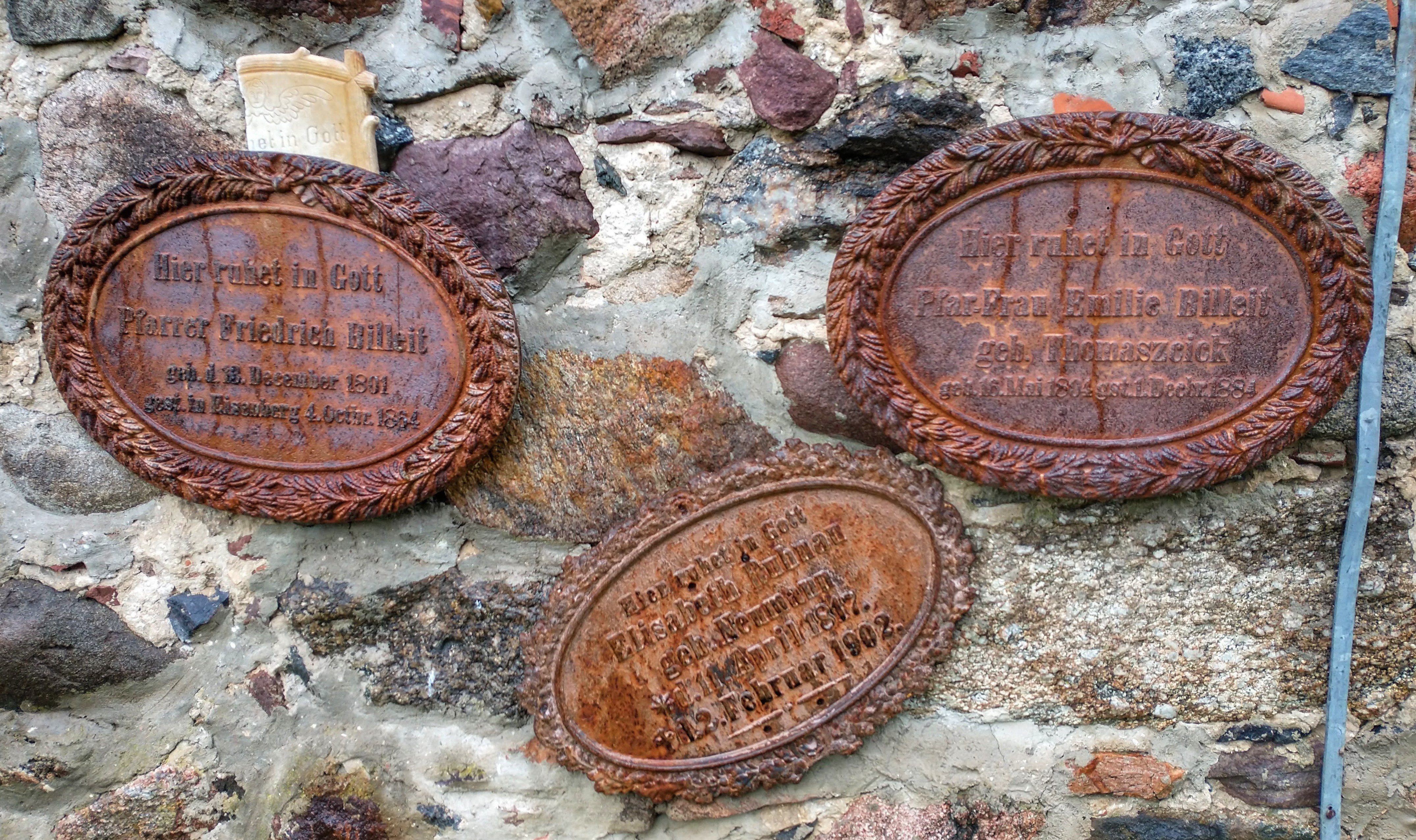
Zachowane epitafia

Gotycki kościół został wybudowany w pierwszej połowie XIV wieku w miejscu grodziska staropruskiego. Świątynia powstała na planie prostokąta z kamienia z użyciem cegły, ma wydłużone prezbiterium i wieżę, której górną kondygnację nadbudowano z drewna i nakryto dzwonowatym hełmem. Ściany nawy są naprzemienne przebijane blendami i oknami. W zachodniej ścianie istnieje ostrołukowy portal. Parafia w Żelaznej Górze przed rokiem 1525 należała do archiprezbiteratu braniewskiego. W trakcie reformacji obiekt przejęli protestanci i obejmowali go do 1945. W 1670 był przebudowany. W trakcie działań wojennych w 1945 został zniszczony (ocalały: ściany wschodnia i zachodnia oraz częściowo północna i południowa). Po II wojnie światowej parafię katolicką we wsi reaktywowano w 1962. Ruiny kościoła (wpisane do rejestru zabytków w 1967 pod numerem 682/67) udało się uratować. W latach 1994–1999 świątynia została odbudowana staraniem braniewskiego księdza Tadeusza Brandysa.
Wokół kościoła położony jest cmentarz w kształcie trapezu. Stare nagrobki zostały w okresie PRL zepchnięte spycharką na stertę w południowo-zachodniej części nekropolii. Wycięto wówczas starą zieleń.

## Galeria

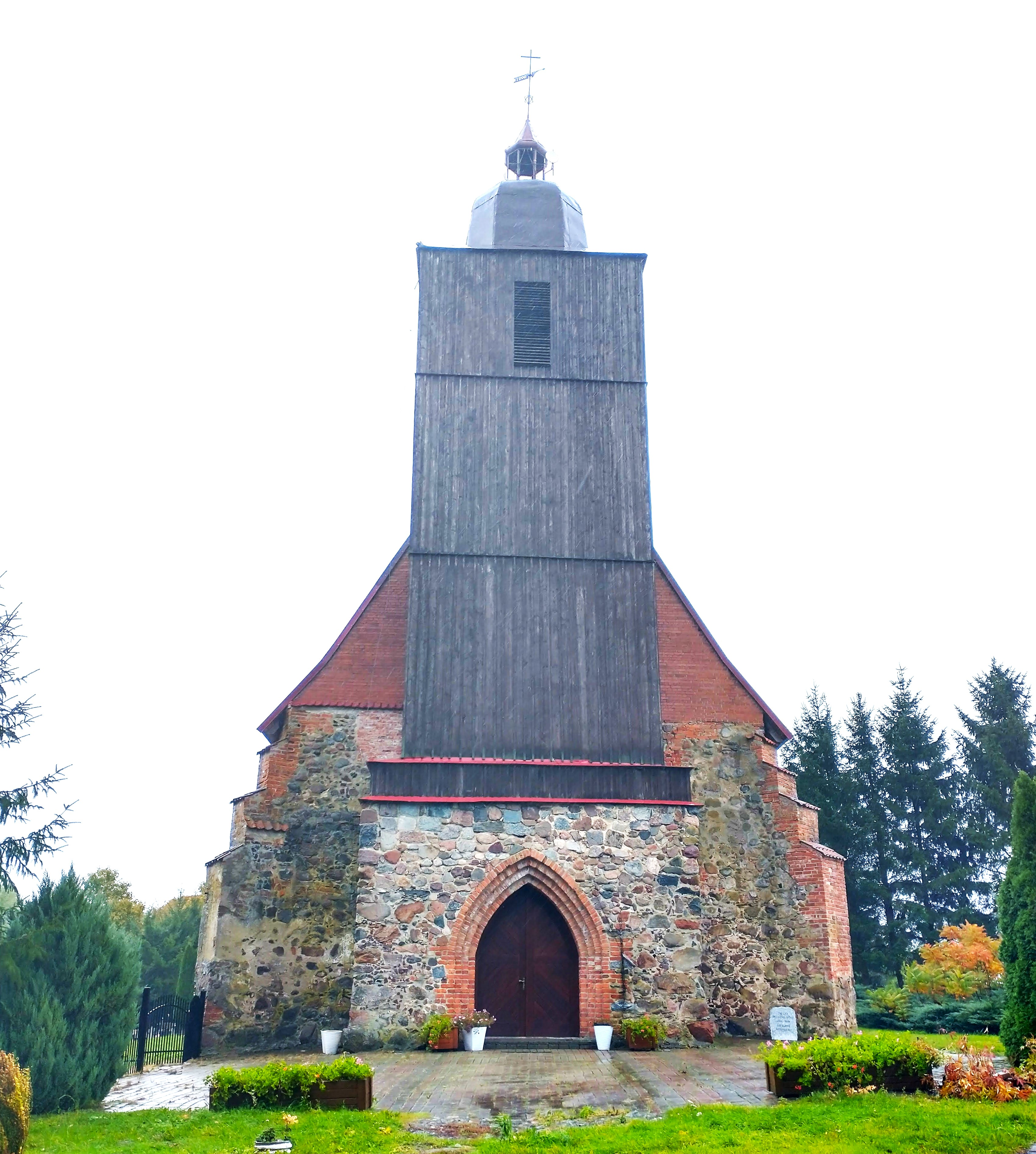
Wieża
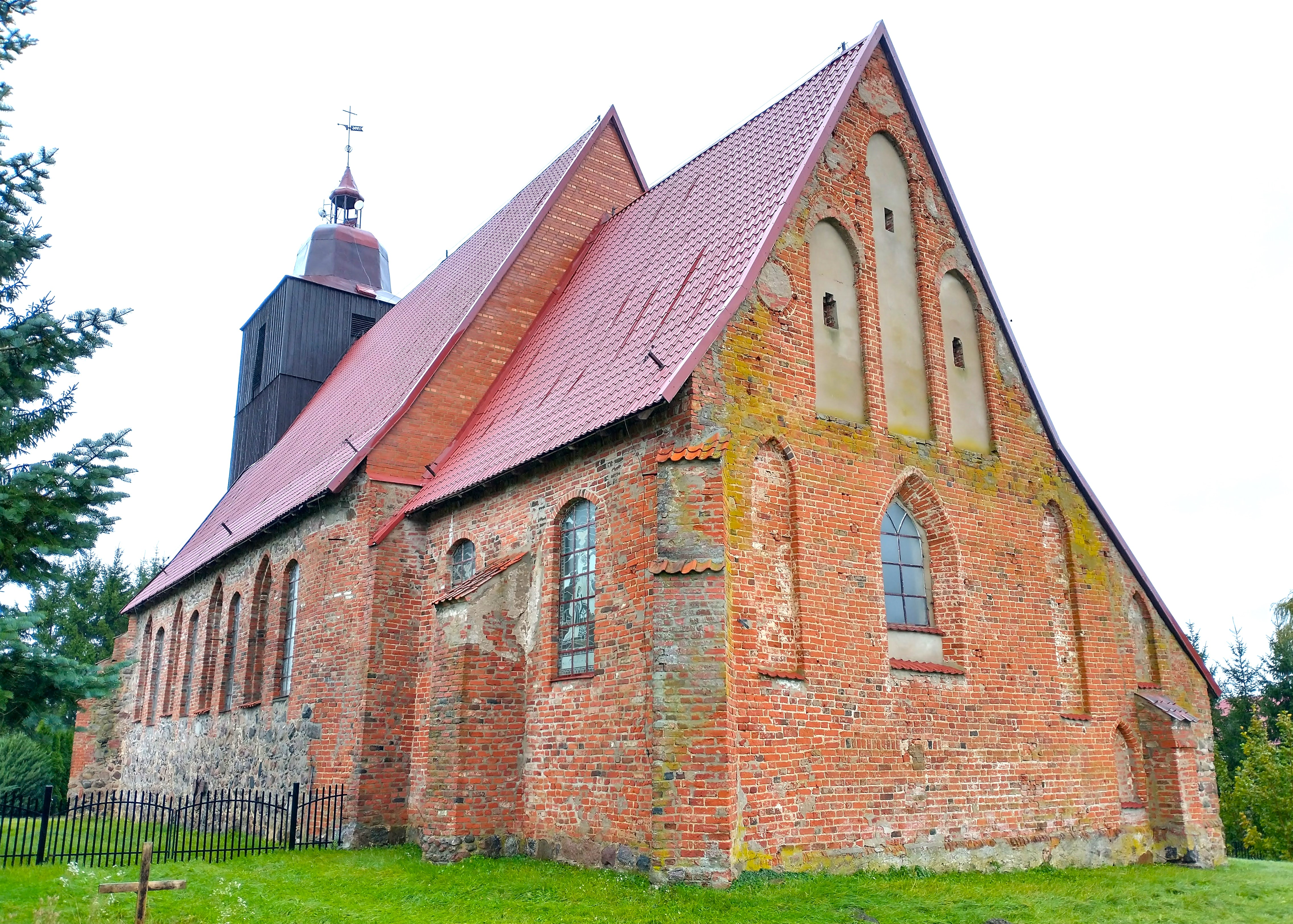
Widok od prezbiterium